# Orsodacne
Orsodacne là một chi bọ cánh cứng thuộc phân họ Orsodacninae, họ Orsodacnidae.

## Các loài
- Orsodacne atra (Knoch in Ahrens, 1810)
- Orsodacne cerasi (Linnaeus, 1758)
- Orsodacne chlorotica (Latreille, 1804)
- Orsodacne humeralis Latreille, 1804
- Orsodacne kurosawai Chujo, 1949
- Orsodacne lineola
- Orsodacne nigriceps (Latreille, 1807)
- Orsodacne ruficollis Fabricius
- Orsodacne variabilis Baly, 1877